# 堀内太郎
堀内 太郎（ほりうち たろう、1962年5月26日 - ）は日本のミュージシャン・ギタリスト・作編曲家・音楽プロデューサー。東京都北区出身。本名は同じ。記載によってはタローホリウチ。

## 基本情報
- 出生名：同じ
- 別名：タローホリウチ
- 出生：1962年5月26日
- 学歴：私立足立学園高等学校普通科卒
- ジャンル：J-POP、ロック、クラブミュージック、サウンドトラック、環境音楽、広告音楽、サウンドスケープ
- 担当：ギター、シンセサイザー

## 来歴
洋画家の父とシャンソン歌手だった母の長男として生まれる。幼少期は家にある画材で日々絵や工作を遊びとし、小中高校と美術の成績だけは優秀で絵画コンクールでも毎回選出され賞状を受ける。小学校3年の時「ピアノがやりたい」と言う希望に反しギターを習わせられるが半年で辞める。しかし中学の先輩が弾くフォークソングに衝撃を受けて再度ギターを手にする。中学時代、工業デザインと言う仕事を知り進路を絞るが、受験に失敗しあっさり目標を失う。高校時代はギターを弾くか近所の楽器店に居るかと言う日々。しかし偶然楽器店で出会った人に「レコーディングのギターの仕事あるよ」と誘われ、高校在学中ギターを弾く仕事を始める。
しかし音楽の成績は一貫して悪く読譜力も無く、コード伴奏は出来てもソロは弾けない事に気付き楽器店アルバイトをしながら某音楽専門学校「某著名ギタリストクラス」に通うが、半年担当講師が来ないので中退。その後、知人の紹介にて音楽家「鈴木宏幸」に師事。同門下には同時期ギターリスト「梶原順」も在籍。「僕は出来が悪かったのに敬愛する先生に可愛がって頂いた事を糧に調子に乗って音楽を続けてきてしまった」と本人も語っている。
19歳の時アルバイトの楽器店を辞め、レコード会社（旧東芝EMI）熊井誠の誘いで制作部アシスタントを務める。音楽活動では自己のバンドを組み、バンド単位で仕事をする活動を開始。メンバーはBass 青木隆次（中川勝彦バンド）、Key 山宮興（DXの音色ROM制作等）、Dr 小宮徹（現在台湾在住音楽家）が初代。また当時から山宮の提案でシーケンサーQX-1によるマルチMIDI音源（複数のFM音源とリズムマシン）をアナログマルチとシンク（同期）させる方式をレコーディングで導入。手弾きが主流だった時代の為この手法に戸惑うエンジニアも多々。しかし環境音楽、ミニマルミュージックと言ったジャンルに挙げられ、映像環境番組（TVK）などのテーマ曲なども担当した。小宮渡米で脱退を期に青木、堀内もMIDI機器を購入。楽曲制作も三人の分担作業となるが「自分は音楽制作より楽器開発に進みたい」と山宮脱退。その後「青木、堀内」コンビにてCM等の制作を数多くするが「実家の家業をする事になった」と青木の都合によりソロとなる。その後、佐々木謙（元ジャンゴ）とユニット ARIZONA69を結成し自主制作盤4曲入りを発表しオリコンインディーズチャート上位を記録しレコード会社から契約を勧められるが解散。
個人作編曲家としてその後もCM、テーマパーク、モーターショーなどの音楽を数多く担当。
宮沢賢治生誕100周年記念朗読CD7枚組み大作のサウンドトラックではシンセサイザーと生の管弦を使った美しいサウンドを作り上げている。朗読は山﨑努、渡辺謙、岸田今日子他の名優揃い。7枚入りボックスのデザインは洋画家の父堀内菊二が担当している。
またこの時期よりバイクレース、プロレス、サッカー等スポーツサントラを数多く担当したり、既存の曲や新譜のリアレンジ、クラブリミックスなども始める。中でも「コパカバーナ」のプロデューサー（セルジオジョージ＆ルイスペリーコ）の主宰するディスカルガニューヨークのアルバムでは2曲をリミックスアレンジャー参加「ラテンのボーカルを初めて歪ませた」Remixは当時としては過激だったが洋楽初参加となり、その後も過激な壊し役的なRemixの依頼が洋邦を問わず増えたらしい。
オールセルフリアレンジアルバム「レッスルディスコフィーバー」は格闘技、プロレステーマのメガミックス盤としては元祖。この手の企画物として初のオリコンアルバムチャート入り。シリーズは2（デラックス）3（リボーン）と続いた。その後プロレス選手オリジナルテーマも何曲か担当している。
レコード会社のプロデューサー紹介でコモエスタ八重樫に出会う。「タローさんってギターなんですよね？」と言う話をきっかけに八重樫プロデュース作品にギタリストして数多く参加。
八重樫の紹介で「池田正典」「小西康陽」作品にも参加し「レディメードレコード専属ギタリスト？」とまで噂された。近年はインディーズレーベルBooster Records、芸能音楽事務所Active Artsを主宰。元ジャガタラ系「イモーンズ」や渚ようこ紹介「エルナフェラガーモ」CDを発売。自己のアルバム「Guitar Twang Resonation」を発表。国内プロ野球球場定番サントラ「レジェンドオブベースボール」（自社企画）は本場米国大リーグ球場の演出ライブラリーにも導入されている。
事務所では企画や新人プロデュース、また専門学校等では後進の指導も続けている。
ライブ活動でバンドSurSex、渚ようこ 等でレギュラー参加していたが怪我の為に自主脱退。その後リハビリの末に完治。現在新たなバンド＆ユニットでライブにも復帰している。

### 人物
趣味は物作り全般で楽器やエフェクターも数多く製作。自宅や知人のスタジオ内装施工と言った事までやってしまう程らしい。趣味が祟って自宅施工作業中に指の靭帯を傷め演奏を休んだ事もあるが現在は完治。また無類のバイク、車好きでもあり、通い詰めたイタリア車の某ショップでバイトしていたらしい。バイク事故で背骨を骨折した事もあるが奇跡的に復活している。また利にさとい面もあり、吝嗇家である。自分から誘って後輩と喫茶店に入ったのに、会計になると、いつも勝手に「ごちそうさま」といって後輩の前に伝票をおき、一人で立ち上がり店を出るというエピソードもある。

## ディスコグラフィ

### 編曲／演奏
- 『BESAMEMUCHO』 Descarga New York TOCP-50380 東芝EMI
- 『WRESTLE DISCO FEVER』 MEGA-MIX TOCT-24154 東芝EMI
- （「炎のファイター」「スカイハイ」「スピニングトゥホールド」他）
- 『冠 Revolution』 冠二郎 COCA-50008 コロムビア
- 『WRESTLE DISCO FEVER DX』 TOCT-24379 東芝EMI
- （「キューティーハニー」「駆け巡る青春」「ゴジラ」「仁義無き戦い」他）
- 『ペティ・ブーカと踊ろう！』 Petty Booka CRCS-1006 クラウン
- 『GAEA REC.』 サウンドトラック COCA-14999 コロムビア
- 『GRAVITATION・2』 村上真紀 COCC-14494 コロムビア
- 『私の胸でおねむりなさい』 沢口みき ARCD-118 アルケミー
- 『Betty's Blue』 廣田加奈 AZIM-11060 アズー
- 『あなたと踊りたい』『Teddy』 kinuco DME／Mbeat(ネット配信)
- 『GAEA ReMix2002』 GAEA2001〜2 東芝EMI
- 『Des ronds dansleau』 Eme' TOCP-66028 東芝EMI
- 『WRESTLE DISCO FEVER Reborn』 徳間音工
- 『クリスタルオルゴール』明治製菓 (バレンタインCDチョコ)
- 『ゼルダの伝説』（ゲームボーイ編CM）(Djコモエスタ八重樫作品)任天堂
- 『妄想騎兵不知火テーマ』（オニギリスキッパーズ）
- 『のびのびくらぶ』（「みんなのうた」童謡カラオケ）NHKソフトウエア、セシール
- 『炎のファイターReMix』「元気ですか体操（作編曲prod）」春一番CD
- 『プライド』テーマトランスReMix(徳間コミニケイション)
- 『JR千葉海浜幕張駅発車ベル』千葉ロッテマリーンズ応援歌（JR東日本）

### ギター演奏参加
- 『PUNCH THE MONKEY！』 Lupin the 3rd 30th COCA-15143
- 『LAND of AlooooooDANCES』 コモエスタ八重樫 TECN-30235
- 『Panoramica』5thGARDEN COCA-14687
- 『ダイナマイト グルーブ ワダ アキコ』和田アキ子 WPC6-8372
- 『悲しき願い‘97』尾藤イサオ TOCT-9807
- 『シャシの耳』スネークマンショウ PSCR-5643-4
- 『YMOのカバ』カバの会 ALCA-489
- 『FMAOR』稲垣潤一ReMix TECN-25499
- 『Pizzicato five REMIXES 2000』 COCP-50255
- 『SMAP/SMAP』コモエスタスMix -TV-
- （「夢の途中」「マリオネット」「思い出がいっぱい」他DanceMixギター参加！）
- 『Motor Popp e.p.』Mansfield RMCS-1002
- 『ReggaeDiscoRockers』小西康陽ReMix Flower
- 『スチーム係長』テーマ&ReMix ハイコントラスト

### VP/CD作編曲
- 新『日本丸』 東芝EMIビデオBGV TT98-1098FI/HI
- 『世界の帆船』 東芝EMIビデオBGV TT60-2023FI/HI
- 『FUSIGIドリーミング』(西村知美) 東芝EMI TT70-1156FI/HI
- 『シロとマリリンのラブファンタジー』東芝EM TT45-1289FI/HI I
- 短編映画『ちょっと夢みて』（相川恵利）東芝EMI FK/FV050-1002
- 『風』C623の記録（SL）東芝EMIビデオTSV-0033
- 『鈴鹿8耐』(オートバイレース記録物)NHKビデオAVC-1011/1012
- 生誕100周年記念『宮沢 賢治の世界』(音楽と朗読7枚組CD)東芝EMI
- 『影』ShadowWind（GOEMONテーマ）HYBS-01
- 『MexStorm』GAEA-2001-02
- 『ZERO』GAEA-2001-02
- 『Raise The Devil』GAEA-2001-02

### ソロアルバム作品
- 『GUITAR TWANG RESONETION』 BoosterRecords BSRC-3
- 『LEGEND OF BASEBALL』 BoosterRecords BSRC-5

### 放送CM/テレビ/ラジオ作編曲
- 『MR2』(Theリニエイジ.オブ.ランナー編,サントラ担当)TOYOTA自動車
- 『日野クルージングレンジャー』（ダイアンレイン編音楽担当）日野自動車
- 『CARサテライトシステム』「コードレスホン」 「レッツチャット」
- 『GINOME』 ビデオ「L-91」東芝リビングスポット「デジタルFACE」音楽担当。
- TV『帝王』（アジア圏海外向けCM作編曲）三洋電機
- 『おこめ券』（バイオリン編、作編曲）全量連
- 『DogBit』(野菜日記おいしいワン編)（番組/動物の気持ち）日本ペットライン
- 『レジックスニュース』(財津和夫編)編曲
- 『ニュースVR 日積ハウス』作編曲
- 『ベイクック』TV-CM作編曲
- 『鼻療』(サワヤカさん鼻療です〜♪AM用)館林松鶴堂 商標ロゴ作編曲
- 『養命酒』辰巳啄郎、冬編 作編曲
- 『車窓』（日光編）東武鉄道（東武ケーブルメディア番組サントラ担当）
- 『STEP』テレビCM（デスカウント）
- 『グリーンランド』（ワクワクリフォーム編）FM用
- 『アイアイサービス』(興信会社)
- 『オートプロジェクト』サウンドロゴ(カー用品ショップ)
- 『bay FM音頭作編曲』（FM千葉） 「VIVAアースビートReMix」(J-WAVE/EMI)
- 『日常恐怖劇場／オモヒノタマ』衛星アニメ（サウンドトラック担当）
- 『ベルーナ』(通販TVCM犬のゴスペル編)作編曲
- 他

### イベント／テーマパーク／施設音楽作編曲
- 『JetsL IVEツアー用オープニングサウンド』SONYアーティスト
- 『上海CRAB』(オリジナルサウンドトラック作編曲)全労災、劇団ショーマ
- 『スペースワールド』北九州宇宙テーマパーク、アトラクション音楽。
- 『東京サマーランド』センターイベント用音楽編曲
- 『白樺湖テディーベアミュージアム』（オリジナルサントラ「夢見るティディ」）
- 『神奈川県民話館』（館内用オリジナル音楽制作）
- 『東京都 マルチメディア 実験』（実験テーマ映像3D.CGオリジナル音楽）
- 『パチンコ楽園チェーン』（店内オリジナルサウンド）浜松浜名観光
- 『青島パームビーチホテル』（ホテル館内サウンドスケープ）
- 『ダッチ君イベントバージョン』（読売新聞キャラクターCM）
- 『プロ野球公式戦サントラ*Legend of Baseball』（千葉ロッテ）(西武球団)
- 『N.Yヤンキースタジアム』「フェンウェイパーク」球場演出ライブラリー導入
- 『レベルファイブ 新作ゲーム発表イベントテーマ2010』

### ゲームサントラ／アミューズメント作編曲
- 『CR天上のランプマスター』挿入歌「星の舞い散る夜に‥」声優「田中恵理」歌唱曲
- 『CR悪代官』挿入歌「悪代官のテーマ」正木はじめ「好き好き代官」3人娘歌唱曲
- 『CRローズテール2』挿入歌「Made in Love」野川さくら「FRGE」」松岡由貴
- 『野バラのジャムのベルリーナ』辻あゆみ「絶対領域」（全員3名歌唱）歌唱曲（作詞作曲編曲）
- 『Xboxオンライン』商標ロゴサウンド作曲(マイクロソフト)

### WEB
- 『たたかえ？ウクレレタロウ』(you tube)わくぺこチャンネル

## 出演
1歳の時「健康で太郎と言う名前」と言う理由で小川宏ショーに出演。
アイドルビデオ「少女隊」ラジオディレクター役「立花理佐」レフリー役で何故か出演。
NHKおはよう日本「新たなメディアの音楽」にネット配信で人気アーティストを輩出している音楽プロデューサーとしてインタビュー出演。NHK地球TVエルムンドにてシタール奏者SAWANのサポートとして出演。ここで自ら製作した楽器「インフィニットスライダー」を初公開。

## 講師
中学時代より楽器店で御世話になった寺山主宰の「テラスタジオ」にて20代よりギター講師を務めていた。脚本家たかはしいさおの後任で「千代田工科芸術学院」音楽科にて非常勤講師担当。「東放学園高等専修学校」にてギター科目、バンドプロデュース科目の非常勤講師を担当。
尚美学園プロフェッショナルミュージシャン学科「体験レッスン講師」

## 楽器
某メーカーに開発アドバイザー、演奏エバレーターとして招かれる。世界初ステレオ入力アンプの原案やモーターでツマミが回るアンプなども提案。
その後ラップトップシーケンサーやエルゴノミックデザインなショルダーキーボードのモックアップを見せた当時コルグ梅影社長は「君は場合によっては我々のライバルメーカーになってたかもしれない」とまで言ったらしい。
ギターではカスタムメーカー六弦で自ら提案発注した初期プロトのユーザーで、同メーカー愛用のエレカシの石森、TVの葛城とも交流している。現在は自分のギターの殆んどは自らリビルド改造を行っていて、仲のいい友人にのみカスタムエフェクターやハンドメイドケーブルを製作している。
また近年はスチールギターにサステナー回路を仕込んだ「インフィニットスライダー」なる楽器を製作、自ら演奏を行っている。